# ستيف بيت
ستيف بيت (بالإنجليزية: Steve Pitt)‏ (1 أغسطس 1948 في المملكة المتحدة - ) هو لاعب كرة قدم بريطاني في مركز الوسط. لعب مع توتنهام هوتسبير وستيفيناغ بوروه وكولتشستر يونايتد وكورنثيان كاشولز.

## وصلات خارجية
- ستيف بيت على موقع قاعدة بيانات كرة القدم.إي يو (الإنجليزية)
- ستيف بيت على موقع قاعدة بيانات كرة القدم.إي يو (الإنجليزية)